# Soleen Yusef

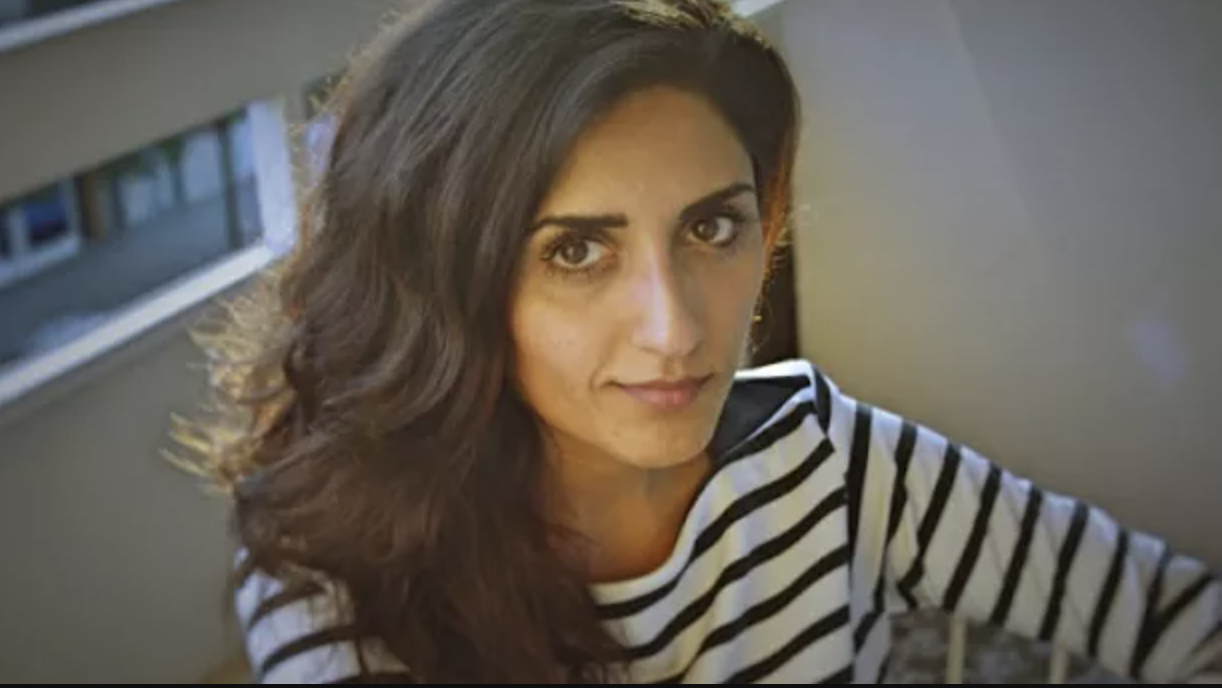
Soleen Yusef

Soleen Yusef (* 21. Februar 1987 in Duhok, Autonome Region Kurdistan, Irak) ist eine kurdisch-deutsche Regisseurin und Drehbuchautorin. Mit ihren ersten Kurzfilmen wurde sie mehrfach in die Wettbewerbe internationaler Festivals eingeladen. 2012 feierte ihr mittellanger Film Trattoria seine Premiere auf der Berlinale, in der Sektion Perspektive Deutsches Kino. Ihr erster Spielfilm Haus ohne Dach wurde auf dem Montreal World Film festival 2016 mit dem Special Grand Prix of the jury ausgezeichnet, dem auch der First Steps Award sowie eine Reihe internationaler Festivalpreise folgten.

## Leben
Soleen Yusef wurde in Dahuk in der Autonomen Region Kurdistan im Nordirak geboren, flüchtete im Alter von neun Jahren mit ihrer Familien aus politischen Gründen nach Deutschland und wuchs in Berlin auf. Sie zogen viel um, sodass sie mehrere Grundschulen besuchte. So verbrachte sie unter anderem einen Teil ihrer Kindheit in Niedersachsen und Ostfriesland, bis ihre Familie sich dauerhaft in Berlin niederließ.
In Berlin besuchte sie die 10. Wedding Grundschule und wechselte dann auf die Hector-Peterson-Oberschule in Kreuzberg. Dort absolvierte sie ihren Realschulabschluss und wechselte auf das OSZ Bekleidung und Mode und machte 2005 dort ihr Fachabitur. Danach folgte sowohl eine zweijährige Gesang,- und Schauspielausbildung an der Academy Bühnenkunstschule als auch eine Ausbildung zur Modenäherin. Parallel dazu arbeitete sie als Produktions-,  Regie- und Vertriebsassistentin in der Filmproduktions,- und Verleihfirma mîtosfilm, mit der sie ihren ersten Langfilm realisierte.
Ab 2008 studierte sie an der Filmakademie Baden-Württemberg szenische Regie. Aufgrund ihrer Studienleistungen wurde sie mit dem Deutschlandstipendium für das Jahr 2012/2013 ausgezeichnet. Zudem nahm sie im Sommer 2013 als Stipendiatin des Landes Baden-Württemberg am fünfwöchigen UCLA-Workshop der Filmakademie in Los Angeles teil. Haus ohne Dach ist zugleich ihr Debüt als auch Diplomfilm an der Filmakademie Baden-Württemberg und wurde im Frühjahr 2015 in und um ihre Heimatstadt Duhok gedreht.
Seitdem war Yusef für mehrere internationale Serienproduktionen als Regisseurin tätig, unter anderem im Auftrag von Netflix für das Hip-Hop Drama Skylines, sowie für Amazon Prime und die DDR-Spionageserie Deutschland 89. Mit dem Projekt Sieger sein, welches im Rahmen von Der besondere Kinderfilm mehrmals gefördert wurde, entwickelte sie zusammen mit DCM Pictures ihren ersten Kinderspielfilm.
Soleen Yusef lebt und arbeitet in Berlin.

## Filmografie
- 2008: Berde (Kurzfilm) – Drehbuch und Regie
- 2010: NOS [auf dich] (Kurzfilm) – Drehbuch und Regie
- 2012: Trattoria (Mittellanger Film) – Drehbuch und Regie[4]
- 2014: Der NSU-Prozess / Das Protokoll des ersten Jahres (Dokumentarisch) – Regie
- 2015: Der NSU-Prozess / Das Protokoll des zweiten Jahres (Dokumentarisch) – Regie
- 2016: Haus ohne Dach – Drehbuch und Regie
- 2016: SOKO Leipzig (Folge „Aus Liebe“ und „Missing in Action“) – Regie
- 2018: Meiberger – Im Kopf des Täters (Folge 5, 6, 7, 8) – Regie[5]
- 2019: Skylines (Folge 4, 5, 6) – Regie
- 2020: Deutschland 89 (Folge 3, 5, 7, 8) – Regie
- 2024: Sieger sein – Drehbuch und Regie

## Auszeichnungen und Nominierungen
- 2016: First Steps Award – „Bester abendfüllender Spielfilm“ für Haus ohne Dach[6]
- 2016: Internationales Filmfest München – Förderpreis Neues Deutsches Kino – „Beste Produktion“ für Haus ohne Dach[7]
- 2016: Unabhängiges Filmfest Osnabrück – Friedensfilmpreis Osnabrück für Haus ohne Dach
- 2024: Drehbuchpreis Kindertiger - „Bestes Kinder- und Jugenddrehbuch“ für Sieger sein[8]